# グラナダ (ゲーム)
『グラナダ』（GRANADA)  は、ウルフ・チームが開発し1990年4月20日に発売された全方位任意スクロールのシューティングゲーム。ゲームデザイン及びメインプログラマーは豊田利夫。
1990年4月20日にX68000で発売され、同年11月16日にメガドライブへの移植版が発売された。また、Windows用のプロジェクトEGG対応ソフトとして、X68000版が2004年に、メガドライブ版が2012年にそれぞれ配信された。その後、2022年10月27日にセガが発売したメガドライブ復刻機「メガドライブ ミニ2」や2023年6月8日にエディアが発売したNintendo Switch用ソフト『テレネット シューティング コレクション』に本作が収録され、2023年12月7日には『テレネット シューティング コレクション』収録版が個別販売された。
X68000版はパソコン雑誌『Oh!X』の「GAME OF THE YEAR」にて第8位を獲得した。

## システム
8方向移動と2種類の強弱のあるショット、砲座固定を駆使して戦う。
画面右下に小さく表示されたレーダーを頼りに広大なマップ内を移動。そこに点在する指定目標物を全て破壊するとボスが登場、もしくはボスエリアへの侵入が可能になる。ボスを倒すことで1ステージクリア。

### 自機の装備
- ショット
2連装で高速連射される。自機の移動に追従して砲台が回転し、発射方向を16方向に撃ち分ける事が可能。
- ブラスター
通常ショットの16倍の威力がある。発射すると大きな反動により、自機が発射方向の逆ベクトルを受け若干移動する。足場の悪い場所では落下即死や敵との接触等のリスクがあるが、それを逆手に取り高速移動や回避動作とすることもできる。
- オプション装備
ステージ毎に種類の異なる特殊装備が点在し、拾うことで装備、使用できる。4段階まで強化できるが被弾により一定の耐久力を消耗すると消滅する。消滅すると大幅な戦力ダウンとなるが、盾として使用し自機への被弾を防ぐ使い方を迫られるケースもある。
回収しなくても攻略することは可能だが、無ければボス等で苦戦を強いられるケースが多い。

1. リフレクター
自機の近辺を浮遊し近辺の敵へ自動攻撃を行なう。自機のショットを当てることで周囲にショットをばらまき、曲がり角から安全な攻撃ができる。またブラスターを当てることで一定時間高速連射状態になる。非常に気まぐれな動きをするが、アルゴリズムを熟知することでかなり的確な支援行動を取らせることができる。耐久力も相当あるため、敵からの攻撃を防ぐ盾としても有用。
2. エパレット
自機両側面やや後ろに装備される誘導ミサイル。ショットに連動してミサイルを射出する。連射はやや遅い。攻撃力は低いが、弾数制限がないこともあり非常に頼れる武器。
3. ヒドン
自機を追尾し、自機が停止すると自機正面で停止する。ブラスターを命中させることで非常に大きな爆風を発生する爆弾。誘導アルゴリズムを熟知することで地形に引っ掛けることが可能になりテクニカルな爆撃ができる。
4. クロムレック
接触する事で敵にダメージを与える球状の武器。ショットボタンを押すと自機の周囲を回転し、ショット停止に合わせて停止する。ブラスター射撃に連動して索敵し敵を攻撃する。連続して接触させ続けることで耐久力のある基地などを速攻で破壊できる反面、敵に重ねる事が前提のため、被弾による消失が早い。
5. ポールバニアン
丸いタンクのような装備。自機前方にやや重なり固定。ブラスターに連動して一定距離に射出されショットをばら撒いた後に自機に戻ってくる。射出されている状態にさらにブラスターを当てることでさらに遠くに飛ばすこともできる。地形に影響しないため、床がない地形の先に待機している敵への攻撃などに優位である。

### 演出
オープニングとエンディング、ステージ毎に登場人物等のグラフィックが表示される。X68000版は5インチフロッピーディスク3枚組になっており、うち1枚をまるまるオープニングに使用、オープニングを見ない場合は、残りの2枚で起動できる。メガドライブへの移植の際にはステージ間デモが割愛された。

## ストーリー
2016年10月、レアメタルの利権を巡って勃発した「アフリカ南北戦争」は、長距離核兵器に代わって投入された戦術機動兵器（Maneuver Cepter=MC）によって激化の一途を辿っていた。
開戦からしばらく経った頃、前線では異状が発生していた。国籍不明の重機動兵器が、南北両陣営の兵器という兵器をことごとく破壊していた。判っているのは「グラナダ」という名称のみ。やがて誰ともなく「グラナダ」は、「アフリカの神」「兵士の亡霊」と呼ばれるようになった。
「グラナダ」のパイロットであるレオン藤堂は開戦1ヶ月前、日本である依頼を受けた。だが、彼に依頼を伝えたエージェントは程なく命を落とす。不審を抱きながらも「グラナダ」に搭乗した彼は、やがて自分が欺かれたことを知る。
レオンは「グラナダ」を起動させた。エンジンがアフリカの空に咆哮する。目指す地はナイジェリア。目的は報復。

## 移植版
| No. | タイトル                               | 発売日                | 対応機種                               | 開発元             | 発売元              | メディア                         | 型式              | 備考                                                                                        |
| --- | -------------------------------------- | --------------------- | -------------------------------------- | ------------------ | ------------------- | -------------------------------- | ----------------- | ------------------------------------------------------------------------------------------- |
| 1   | グラナダ                               | 1990年11月16日 1990年 | メガドライブ                           | ウルフ・チーム     | ウルフ・チーム RENO | 4メガビットロムカセット          | T-32023 49036     |                                                                                             |
| 2   | グラナダ                               | 2004年2月21日         | Windows                                | シティコネクション | ボーステック        | ダウンロード （プロジェクトEGG） | -                 | X68000版の移植 2023年5月16日にWindows 11対応版を再販売                                      |
| 3   | グラナダ                               | 2012年5月15日         | Windows                                | サンソフト         | D4エンタープライズ  | ダウンロード （プロジェクトEGG） | -                 | メガドライブ版の移植                                                                        |
| 4   | グラナダ                               | INT 2022年10月27日    | メガドライブ ミニ2 SEGA Genesis Mini 2 | エムツー           | セガ                | プリインストール                 | HAA-2524 MK-16310 | メガドライブ版の移植                                                                        |
| 5   | テレネット シューティング コレクション | 2023年6月8日          | Nintendo Switch                        | D4エンタープライズ | エディア            | ゲームカード ダウンロード        |                   | メガドライブ版の移植                                                                        |
| 6   | グラナダ                               | 2023年12月7日         | Nintendo Switch                        | D4エンタープライズ | エディア            | ダウンロード                     |                   | メガドライブ版の移植 上記『テレネット シューティング コレクション』に収録されたものの単品版 |

メガドライブ版
- X68000版の1/6程度の容量しかないため、オープニングやステージ間デモ、エンディング等が割愛または短縮されている。また、ハードの性能の違いにより色数や解像度、3重スクロール等の描画にも差がある。しかし、それらデモ等の割愛、短縮に加えロムカセット特有の読み込みの速さにより結果的にゲームテンポが向上した。ゲーム全体の速度もX68000版に比べやや速めに設定されている。さらに、ボタンが3つに増えた事により「ショット」「ホールド」「ブラスター」を個別に操作が可能になった。この事により「砲台を固定したままブラスターを撃つ」といった操作が容易になり、X68000版に比べて遊びやすくなっている。
- X68000版にあったボーナス面は削除され、代わりにオリジナル面が追加されている。
- MC68000・Z80の2つのCPUを持つメガドライブで、MC68000側でもサウンドの処理を一部荷担するソフトがほとんどだった中、このソフトではZ80側のみでサウンドを処理する事に成功している。重厚なX68000版に比べやや軽い感じのBGMになっているが、メガドライブ独自のアレンジもかかっているBGMもある。

## 音楽
他のウルフ・チーム作品同様、桜庭統が担当。
共作者として塩生康範も数曲担当しているが、ゲームがリリースされた時には既に退社していたため、本名ではなくウルフ・チームとしてクレジットされている。
X68000版は、内蔵のFM音源の他に、ローランドのMT-32、CM-32L（いずれもLA音源）といったMIDI音源に対応。当時は同社専属コンポーザーで初期の作風を伺うことができる。起動時に［登録］キーを押し続けておくとMIDIを使える。ゲームの設定変更からの切り替えは不可。
サウンドトラック
- 通常版
Maneuver Cepter GRANADA（東芝EMI TOCT-5933、生産中止）
バンドアレンジを含む。X68000内蔵音源版を収録。MIDI音源版は含まれていない。

- オンライン販売
- グラナダ X68000リマスタード・サウンドトラックス（EggMusic）
アレンジはなく、X68000内蔵音源とMIDI音源版を収録。

- グラナダ メガドライブ・サウンドトラックス（EggMusic）
メガドライブ版の音源を収録。

## スタッフ
X68000版
- 原案、ゲーム・デザイン、プログラム：豊田利夫
- サブ・プログラム：小倉唯克
- マップ・デザイン：豊田利夫、松島正幸、永田和宏、佐藤学
- ビジュアル・ピクチャー：佐藤学
- ビジュアル・シーン：永田和宏、牛島勇二、松島正幸、佐藤学
- 音楽：宇野正明、桜庭統、塩生康範
- サウンド・エフェクト：塩生康範
- ストーリー、マニュアル：井上一義
- アートワーク：石井史人
- ビジネスワーク：浅沼穣、栢野弘之
- テクニカル・アドバイザー：えのもとだいすけ
- スペシャル・サンクス：福島和行
- エグゼクティブ・プロデューサー：秋篠雅弘

メガドライブ版
- 原案、ゲーム・デザイン、プログラム：豊田利夫
- グラフィック：佐藤学、松島正幸、永田和宏
- 音楽：宇野正明、桜庭統
- アートデザイン：石井史人
- ビジネスワーク：浅沼穣、宇野正明、五島賢次、飯島公人、栢野弘之
- スペシャル・サンクス：福島和行
- プロデューサー：秋篠雅弘

## 評価
メガドライブ版
- ゲーム誌『ファミコン通信』の「クロスレビュー」では合計23点（満40点）になっている[16]。

- ゲーム誌『メガドライブFAN』の読者投票による「ゲーム通信簿」での評価は以下の通り21.60点（満30点）となっている[3]。

| 項目 | キャラクタ | 音楽 | 操作性 | 熱中度 | お買得度 | オリジナリティ | 総合  |
| 得点 | 3.42       | 3.68 | 3.40   | 3.76   | 3.52     | 3.82           | 21.60 |

- ゲーム本『メガドライブ大全』（2004年、太田出版）では、元ネタとしてナムコから稼働されたアーケードゲーム『アサルト』（1988年）を挙げた上で、「業務用ハードの高性能をフル活用した"原作"に対して、壮大なスケール感はそのままに、演出やボスの動きに拡大・縮小を駆使し、"初期"ウルフチームの高い技術力を発揮している」と演出面や技術面を高く評価し、またX68000版と比較した上で「画面の解像度こそ負けているが、体感スピードは上昇。さらに、BGMは一段と磨きがかかっている」とスピード感、音楽に関しても肯定的に評価した[34]。